# Macrocera grandis
Macrocera grandis är en tvåvingeart som beskrevs av Lundstroem 1912. Macrocera grandis ingår i släktet Macrocera och familjen platthornsmyggor. Enligt den finländska rödlistan är arten nära hotad i Finland. Arten är reproducerande i Sverige. Artens livsmiljö är naturmoskogar. Inga underarter finns listade i Catalogue of Life.